# Robert Earl Jones
Robert Earl Jones (Senatobia, Misisipi, 3 de febrero de 1910-Englewood, Nueva Jersey, 7 de septiembre de 2006) fue un actor estadounidense conocido por sus actuaciones en películas como Lying Lips en 1939 y otras taquilleras como El golpe de 1973 y The Cotton Club, de 1984.
Fue padre del también actor James Earl Jones.

## Biografía

### Nacimiento
Aunque nació en Misisipi, la localización real de su nacimiento no es clara. Algunas fuentes indican que nació en Senatobia, mientras que otras sugieren que nació cerca de Coldwater. También existen dudas acerca de la fecha, puesto que se baraja la posibilidad de que naciera entre 1900 y 1911; sin embargo, la Administración de la Seguridad Social de Estados Unidos señala que fue en 1910.

### Carrera
Durante su juventud abandonó el instituto para trabajar como agricultor. Más tarde se haría boxeador bajo el pseudónimo de "Battling Bill Stovall", con Joe Louis de sparring, y ganó un campeonato antes de seguir su camino como actor en Nueva York vía Chicago, tanto en los teatros como en la gran pantalla.
A lo largo de su carrera apareció en más de veinte películas, entre las que se encuentran El golpe, de 1973, y en 1984 con The Cotton Club. Durante los años 20 y 30 estuvo ligado al Renacimiento de Harlem, donde trabajó junto con Langston Hughes antes de realizar su debut en el cine. Anteriormente fue empleado de una administración laboral hasta que en 1938 conoció a Hughes, el cual lo escogió en su obra Don't You Want to Be Free?.
Al principio, sus interpretaciones eran papeles pequeños. En 1939 actuó en la película racial Lying Lips. La mayor parte de su filmografía se compone de películas dramáticas y de crímenes como Wild River y One Potato, Two Potato. Otras producciones notables que relanzaron su carrera fueron Witness, Trading Places y la mencionada El golpe, en la que interpretó a Luther Coleman. Aunque nunca alcanzó la fama, siempre se sintió orgulloso de su hijo, también actor: James Earl Jones.
En 1988 apareció en el teatro con la adaptación musical de la leyenda de Edipo, en la que interpretó a Creonte. El mismo año aparecería en The Gospel at Colonus. Otros trabajos, estos ya en la televisión, fueron en Lou Grant y Kojak. En 1992 protagonizaría su última película: Rain Without Thunder y en 1991 en la producción Mule Bone de Hughes junto con Zora Neale Hurston, también miembro del Renacimiento de Harlem.
En los años 50 fue incluido en la lista negra del Comité de Actividades Antiestadounidenses, sin embargo fue galardonado con un homenaje a su trayectoria en el U.S. National Black Theatre Festival.

### Fallecimiento
Jones falleció el 7 de septiembre de 2006 en su casa de Englewood, Nueva Jersey, por causas naturales.